# Ge Fei (författare)
Liu Yong (kinesiska: 刘勇), mer känd under pseudonymen Ge Fei (kinesiska: 格非), född 1964 i Dantu, är en kinesisk författare och professor i kinesisk litteratur vid Tsinghuauniversitetet. Han tilldelades Mao Duns litteraturpris 2015.

## Utgivet på svenska
- 2018 – Osynlighetsmanteln (Yinshenyi, översättning: Roger ”Heshan” Eriksson) ISBN 978-91-88227-24-9